# كير العلالي (كرامة)
كير العلالي هي إحدى مشيخات المملكة المغربية، تتبع جغرافيا لإقليم ميدلت وإداريًا لكرامة. يقدر عدد سكانها بـ 1522 نسمة حسب الإحصاء الرسمي للسكان والسكنى لسنة 2004.